# (13802) 1998 WR3
1998 دابليو أر 3 (ويعرف أيضًا باسم (13802) 1998 دابليو أر 3 وفق تسمية الكوكب الصغير) (بالإنجليزية: 1998 WR3)‏ هو كويكب ضمن حزام الكويكبات؛ وترتيبه 13802 من حيث الاكتشاف.
اكتُشف هذا الجُرم الفلكي بواسطة هيروشي كانيدا في 18 نوفمبر 1998.

## وصلات خارجية
- (13802) 1998 WR3 في قاعدة بيانات مختبر الدفع النفاث لأجرام النظام الشمسي الصغيرة

- الاكتشاف · مخطط المدار ·  العناصر المدارية · المعلمات المادية

- (13802) 1998 WR3 على موقع ويكي سكاي: DSS2, SDSS, GALEX, IRAS, Hydrogen α, X-Ray, Astrophoto, Sky Map, Articles and images